# Koronium

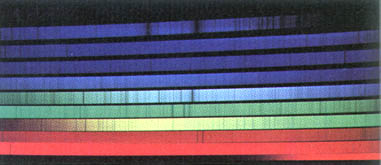
Linie Fraunhofera

Koronium, newtonium – hipotetyczny pierwiastek chemiczny zaproponowany na przełomie XIX i XX wieku, którego obecnością tłumaczono występowanie jednej z linii emisyjnych w widmie korony słonecznej.
Według teorii Fraunhofera powstałej około 1814 roku, dany zestaw linii ciemnych w spektrum promieniowania słonecznego związany jest z konkretnym pierwiastkiem. Podczas zaćmienia Słońca 7 sierpnia 1869 Charles Young i William Harkness odkryli w spektrum korony słonecznej linię emisyjną o słabej intensywności w jego zielonej części. Young zidentyfikował ją jako linię żelaza nr 1474 na skali Kirchhoffa. Wzbudziło to jednak wątpliwości, gdyż obecność żelaza w koronie słonecznej powinna przejawiać się wystąpieniem kilkuset linii spektralnych. Obserwacje zaćmienia z roku 1898 pozwoliły na ustalenie, że długość fali tajemniczej linii wynosi 5303 Å. W celu jej wyjaśnienia pojawiła się hipoteza o istnieniu nieznanego pierwiastka dopełniającego swoim promieniowaniem spektrum promieniowania korony Słońca – stąd nazwa koronium. Pierwsze takie domniemanie przypisuje się Dymitrowi Mendelejewowi ok. 1902 roku (uczony ten później zaproponował inną nazwę dla hipotetycznego pierwiastka: newtonium).
Dopiero w roku 1939 Walter Grotrian i Bengt Edlén wykazali, że linia 5303 Å jest pasmem zabronionym promieniowania silnie zjonizowanych atomów żelaza (Fe13+).